# Adaptador USB

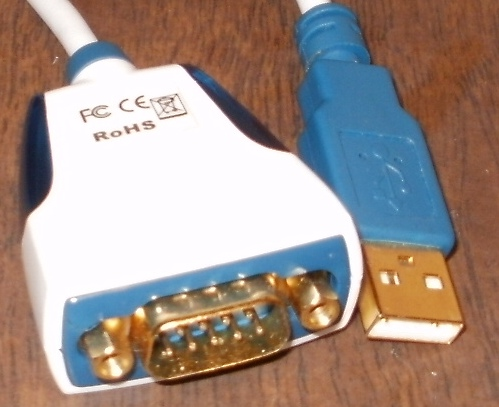
FTDI US232R : Cable USB a RS-232

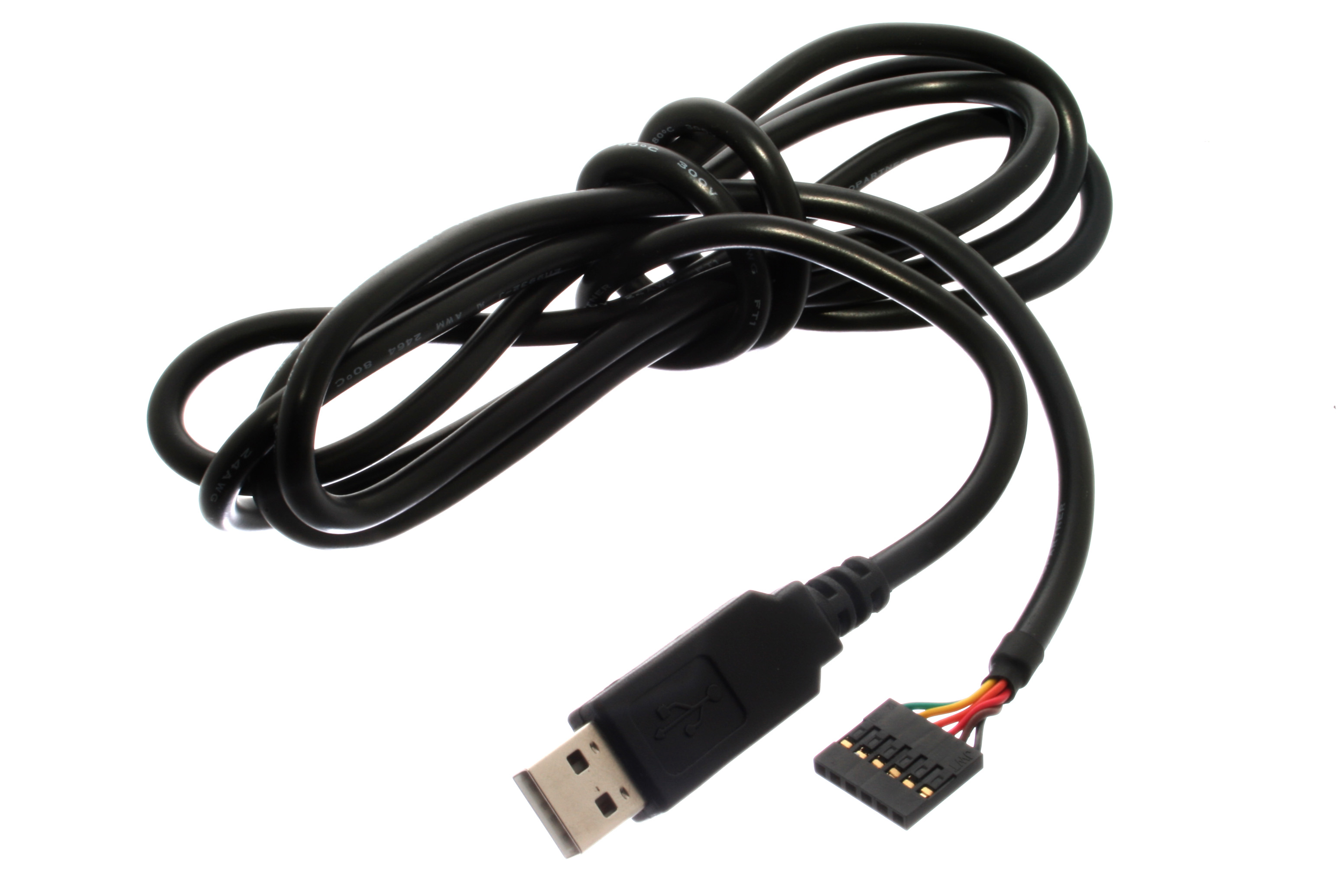
FTDI TTL-232RG : Cable USB a UART

Un adaptador USB es un tipo de convertidor de protocolo que se utiliza para convertir señales de datos USB hacia y desde otros estándares de comunicación. Normalmente, los adaptadores USB se utilizan para convertir datos USB a datos de puerto serie estándar y viceversa. Por lo general, las señales de datos USB se convierten a datos seriales UART de nivel RS232, RS485, RS422 o TTL. El antiguo protocolo serial RS423 rara vez se usa, por lo que los adaptadores USB a RS423 son menos comunes.

## Usos
Por lo general, los adaptadores de USB a serie RS232 se utilizan con aplicaciones industriales, comerciales y de consumo, y los adaptadores de USB a serie RS485/RS422 suelen utilizarse principalmente solo en aplicaciones industriales. A la fecha 2022, los convertidores UART de nivel USB a TTL son ampliamente utilizados por estudiantes y aficionados, ya que pueden conectarse directamente a los microcontroladores.
También existen adaptadores para convertir USB a otros protocolos estándar o propietarios; sin embargo, estos no suelen denominarse adaptadores en serie.
El escenario principal de aplicación es permitir que las computadoras basadas en USB accedan y se comuniquen con dispositivos serie con conectores D-sub (generalmente DB9 o DB25) o terminales de tornillo, donde generalmente la seguridad de la transmisión de datos no es un problema.
Los adaptadores seriales USB pueden ser aislados o no aislados. La versión aislada tiene optoacopladores y/o supresores de sobretensiones para evitar que la electricidad estática u otras sobretensiones de alto voltaje entren en las líneas de datos, evitando así la pérdida de datos y daños al adaptador y al dispositivo serie conectado. La versión no aislada no tiene protección contra la electricidad estática o sobretensiones, por lo que esta versión suele recomendarse solo para aplicaciones no críticas y en rangos cortos de comunicación.

## Historia
Históricamente, la mayoría de las computadoras personales tenían un puerto serial RS232 D-sub incorporado, también conocido como puerto COM, que podía usarse para conectar la computadora a la mayoría de los tipos de dispositivos seriales RS232. A fines de la década de 1990, muchos fabricantes de computadoras comenzaron a eliminar gradualmente el puerto serie COM en favor del puerto USB. A mediados de la década de 2000, algunas computadoras tenían un puerto COM serie y un puerto USB; sin embargo, muchos ya no tenían un puerto COM en serie en ese momento y, en la actualidad, la mayoría de las computadoras modernas no tienen un puerto COM en serie, sino solo puertos USB.
Dado que muchos dispositivos seriales con un puerto RS232, RS485 o RS422 todavía están en uso e incluso todavía se producen hoy en día, la desaparición del puerto COM serial de las computadoras personales ha creado la necesidad de un adaptador USB a serial.

## Arquitectura

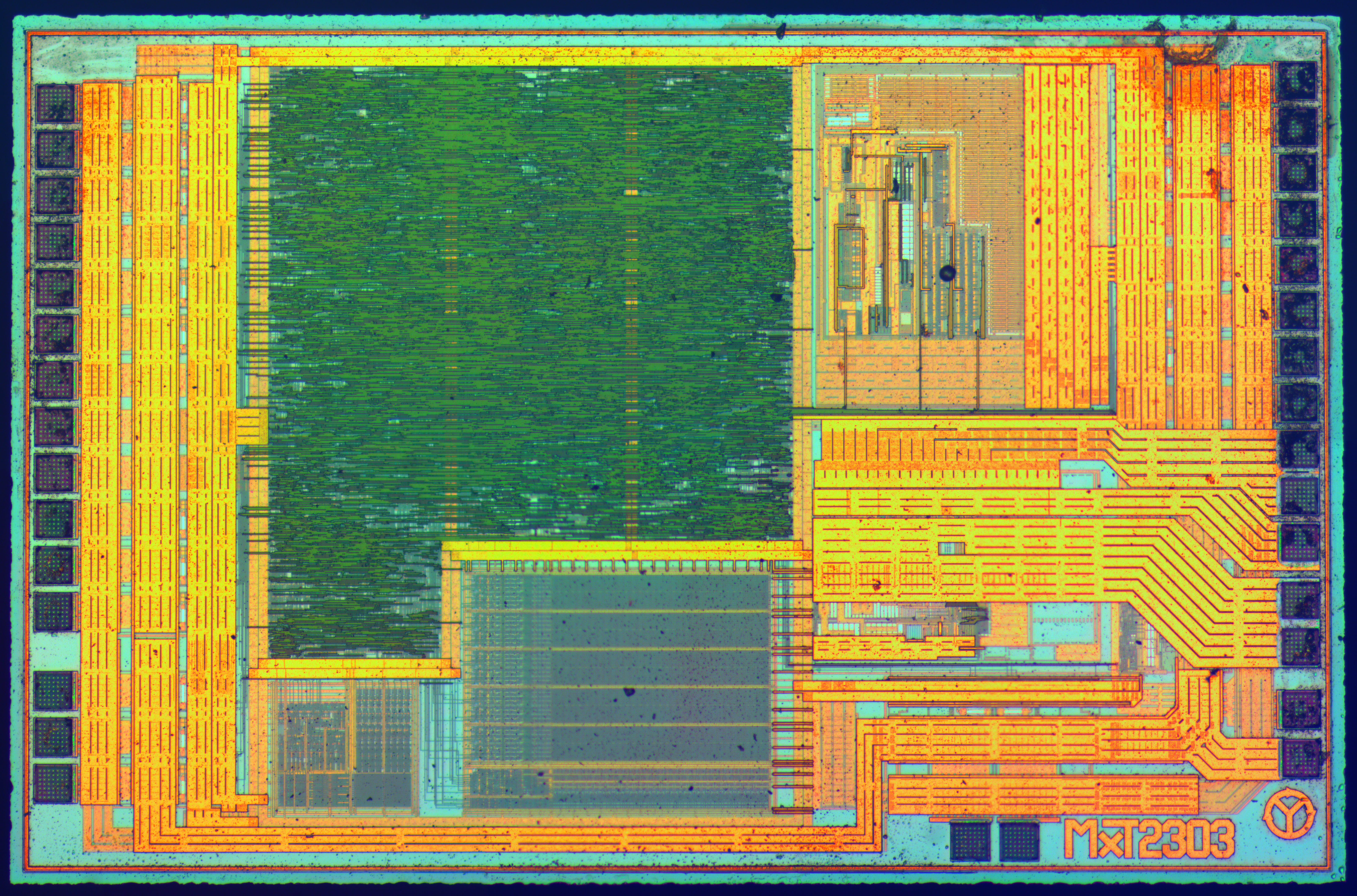
Pastilla de un controlador de puente USB a serie PL2303HX fabricado por Prolific Technology.

Como ejemplo simplificado, un adaptador estándar típico de USB a serie consiste en un chip de procesador USB que procesa las señales USB. El procesador USB envía las señales USB procesadas a un chip controlador en serie que aplica los voltajes correctos y envía las señales de datos procesadas a la salida en serie.
Para que la computadora pueda detectar y procesar las señales de datos, los controladores deben estar instalados en la computadora. Algunos modelos de chips tienen controladores instalados de manera predeterminada, incluido FTDI, mientras que los controladores para otros modelos de chips deben instalarse manualmente (por ejemplo, para Windows y macOS, WCH CH340,[2] Silicon Labs 210x,[3] Prolific PL2303[4] ). En el caso del CH340, es común encontrarlo en placas de desarrollo compatibles con Arduino debido a su bajo costo. Sin embargo, muchos sistemas operativos no lo reconocen automáticamente, por lo que se requiere la instalación manual del driver correspondiente para permitir la comunicación con el puerto serial virtual.
Cuando el adaptador USB a serie está conectado a la computadora a través del puerto USB, el controlador de la computadora crea un puerto COM virtual que aparece en el Administrador de dispositivos en Windows y bajo /dev en Linux y MacOS. Se puede acceder y utilizar este puerto COM virtual como si fuera un puerto COM serie integrado. Sin embargo, las características del puerto COM virtual no son exactamente las mismas que las de un puerto COM interno real, principalmente debido a la latencia de los datos; lo que significa que, si se requiere una transferencia de datos muy sensible y precisa, el adaptador de USB a serie puede no ser confiable y no ser la solución deseada. En la mayoría de los casos, los controladores COM virtuales están disponibles solo para Windows, Linux y Mac.